# 상하이 연극 대학

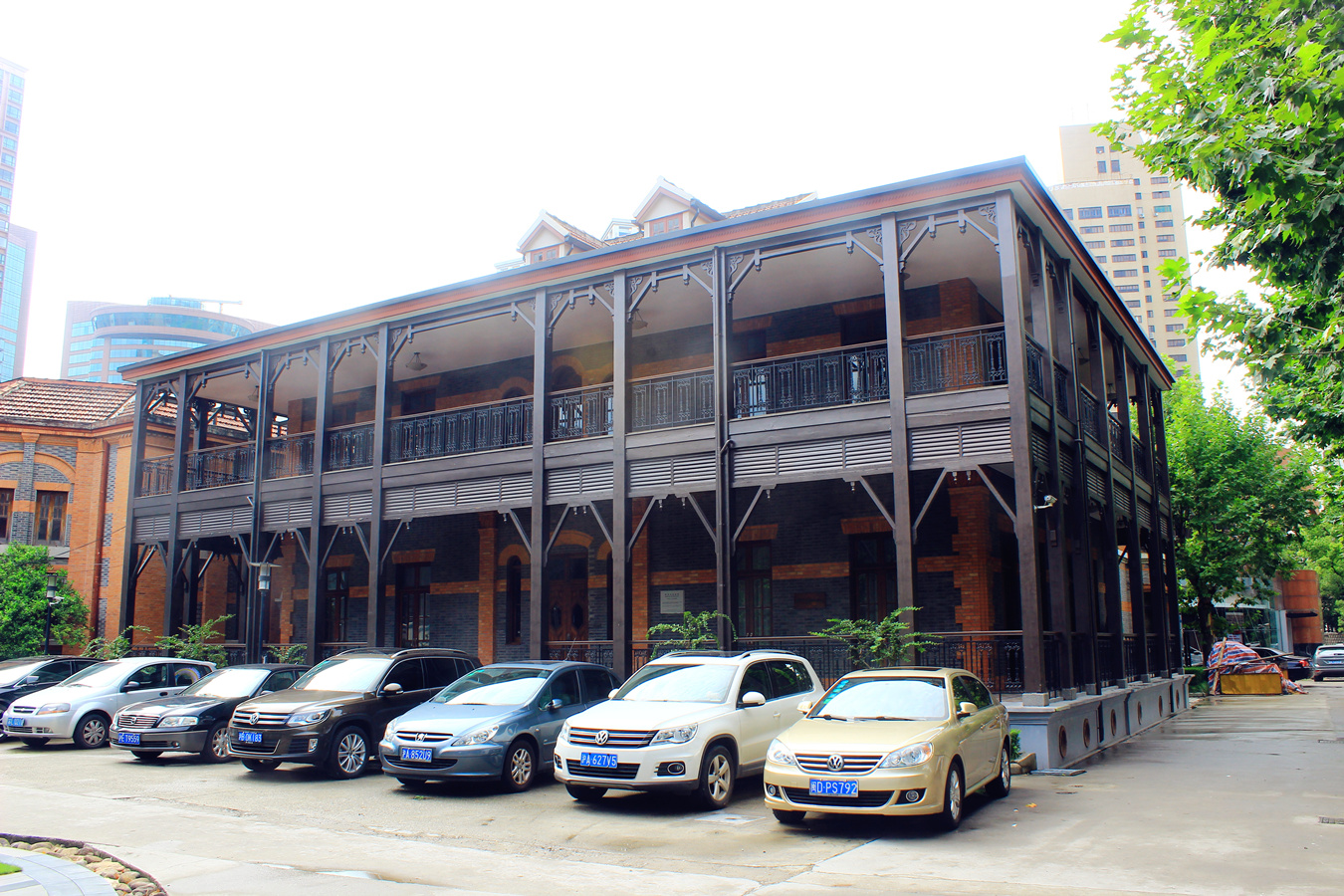

상하이 연극 대학 (상해희극학원, 上海戏剧学院, Shanghai Theater Academy) 약칭 상시(상희, 上戏, STA)는 아시아 최초 드라마 인재 육성 국립 예술대학교이다.
중화인민공화국 문화관광부와 인민정부가 1945년 12월 1일 중국 상하이에 설립한 국립대학교로서, 국무원이 승인한 중국 최초의 실기석사학위(MFA, Master of Fine Arts), 예술계 박사 학위 수여, 예술 전공 학위 교육의 첫 시범 대학교이다. 상하이 희극학원의 전신은 중앙연극대학 화동분원이다. 이후 상해사범대학 공연예술대학, 상해시 전통예술대학, 상해시 무용전문대학이 병입되었다. 상하이 희극학원은 화산로 본캠퍼스, 연화로 전통캠퍼스, 홍교로 무용캠퍼스, 푸장 영상제작캠퍼스 등 4개 캠퍼스로 나뉜다. 이 대학은 희극영역을 중심으로 연극, 영화, 방송 방면의 전문 인재를 육성하고 있으며, 매년 학사, 석사, 박사 학생을 통틀어 1800여명의 소수정원만 뽑는다. 졸업 이후 연예계, 예술계에서 스타, 예술가로 큰 활약을 보이고 있으며, 대학의 극장은 상하이시의 주요 연극 공연 장소 중의 하나로 사용되고 있다.
무대극과 매체 예술을 통칭하는 드라마를 중국어로는 시쥐(戏剧, 희극)이라고 말한다. 중국에서 중앙연극대학(中央戏剧学院), 베이징영화대학(北京电影学院)과 함께 중국 최고의 예술분야 3대 학교로 평가되고 있다.
유네스코 산하기관인 국제극예술협회(International Theater Institute, ITI) 협력대학이다. 화산로 본캠퍼스는 프랑스 조계시절 개교 당시 유럽 건축물들의 모습을 그대로 간직하고 있다.

## 설치 학과 및 세부전공
- 연기과(연극영화연기, 뮤지컬연기)
- 연출과
- 문학과(연극영화문학, 극작, 예술교육)
- 무대미술과(무대디자인, 조명디자인, 패션헤어디자인)
- 창의원(멀티미디어, 예술경영)
- 영화영상원(아나운서스피치, 영화드라마제작, 촬영학)
- 전통예술원(경극연기, 인형극연기, 전통음악극연기, 전통예술전문연출, 전통음악작곡)
- 무용원(발레, 중국무용, 현대무용, 무용창작)

## 출신 연예인
- 왕림
- 닝징
- 위허웨이
- 마이리
- 리빙빙
- 런촨
- 랴오판
- 루이
- 청펑
- 녜위안
- 하오레이
- 퉁다웨이
- 펑사오펑
- 옌이콴
- 후거
- 위안훙
- 린겅신
- 덩룬
- 라운희
- 정카이
- 샤오쥔
- 송지양
- 디리러바
- 펑위창

## 자매결연대학 명단

### 아시아
홍콩연예예술대학교
대만타이베이예술대학교
대만예술대학교
마카오대학교
한국예술종합학교
일본무사시노미술대학교
인도국립연극원

### 유럽
러시아 상트페테르부르크 국립연극원
러시아 상트페테르부르크 국립음악원
이탈리아 국립영화학교
이탈리아 로마시립예술대학교
이탈리아 밀라노대학교
프랑스 파리국립고등미술학교
프랑스 브장송 프랑슈꽁떼대학교
프랑스 리옹2대학교
영국 리즈대학교
영국 런던 왕립중앙스피치&연극학교
영국 런던시티대학교
스위스 취리히예술대학교
노르웨이 베르겐대학교
스웨덴 스톡홀름방송연극대학교
네덜란드 로테르담예술대학교
폴란드 바르샤바대학교
덴마크 왕립발레학교
독일 괴팅겐대학교
독일 하이델베르크대학교
독일 베를린자유대학교
불가리아 국립연극영화대학교

### 미주
미국 뉴욕대학교 티쉬예술대학
미국 뉴욕시립대학교 퀸스칼리지
미국 캘리포니아대학교 데이비스캠퍼스
미국 캘리포니아 주립대학교 풀러턴캠퍼스
미국 뉴욕필름아카데미
미국 서던캘리포니아대학교

### 오세아니아
뉴질랜드 국립연극원
호주 맥쿼리대학교

## 교가(校歌) 가사
이땅에 다시 빛이 나고
강과 바다는 한없이 넓고 아득하니
동양의 최대 항구도시에서
연극인 교육을 위한 웅장한 전당이 우뚝 솟아 있노라
인생 속 드라마, 드라마 속 인생
인류의 정신은 찬란한 진주와도 같도다
우리는 영혼이 충만한 젊은 연극 전문가이니라
땅을 딛고, 침착하고 굳세게
모두가 한마음이 되어 분발하여 비상하리니
연극계 선배들의 정신을 받들고
전세계의 우수한 것을 배우며
대지의 부름을 받아 사회에 이바지함을 배우는 이곳
인생 속 드라마, 드라마 속 인생
인류의 정신이여
이곳에서 빛나리
빛나거라!

## 별칭
상해희극원 상해연극원 상하이연극대학교 상하이희극원 상하이연극원